# South Pole-Aitken

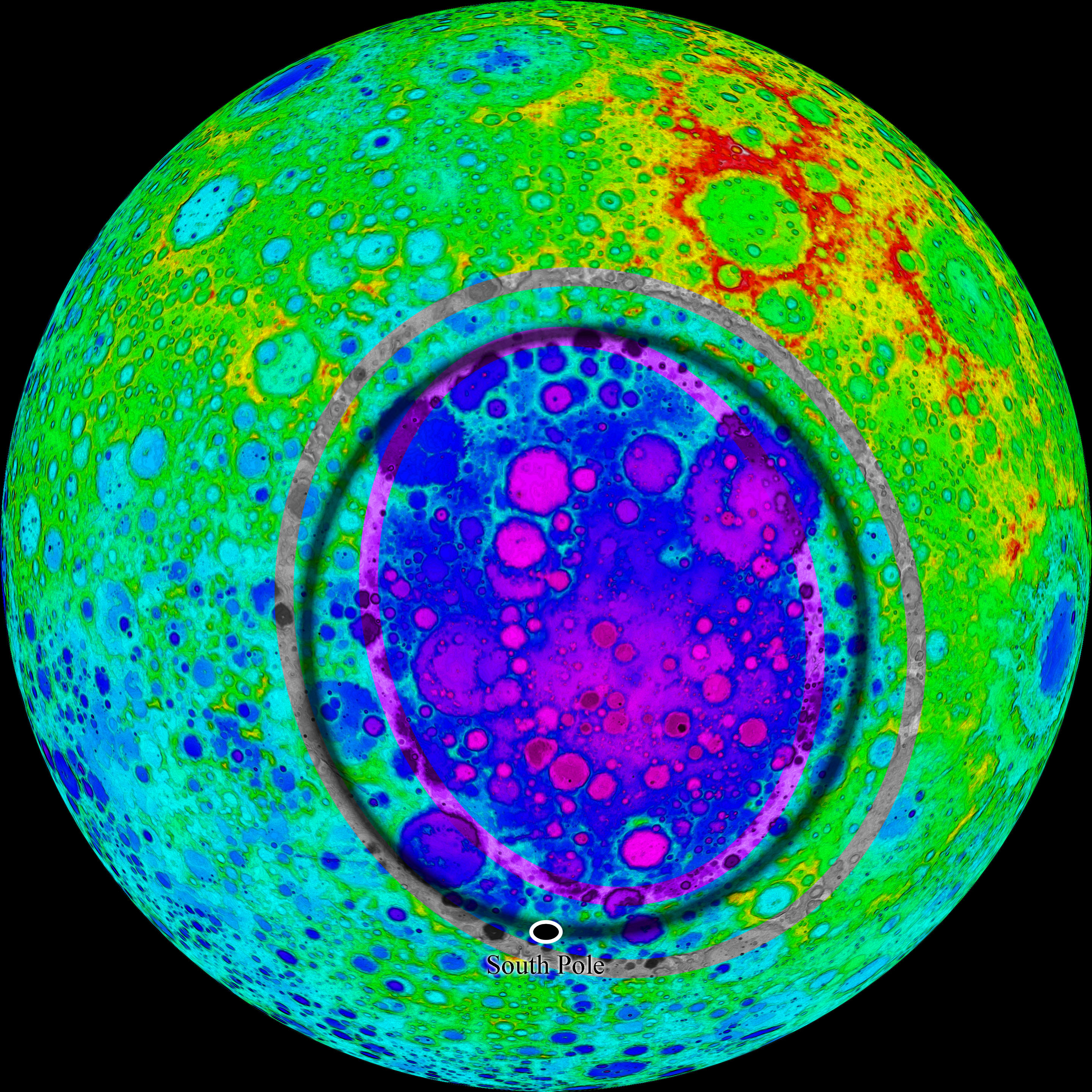
Topografická mapa oblasti South Pole-Aitken

South Pole-Aitken nebo pánev South Pole-Aitken je největší impaktní kráter nacházející se na Měsíci a je největší známý ve sluneční soustavě. Má přibližně průměr 2500 kilometrů a je hluboký 13 kilometrů. Jedná se o největší, nejstarší a nejhlubší impaktní pánev nalezenou na Měsíci. Název pánve pochází z názvů dvou krajních útvarů, které leží na hranici – od kráteru Aitken na severu a jižního pólu ležícím na protější straně pánve. Impakt ovlivnil asymetrii stran Měsíce.